# Ekonomisk effektivitet
Inom mikroekonomi är ekonomisk effektivitet en situation där ingenting kan förbättras utan att någon tar skada. Beroende på sammanhanget är det vanligtvis ett av följande två relaterade begrepp: 
- Allokativ eller pareto-effektivitet: alla ändringar som görs för att hjälpa en person skulle skada en annan.
- Produktiv effektivitet: ingen ytterligare produktion av en vara kan erhållas utan att minska produktionen av en annan vara, och produktionen fortsätter till lägsta möjliga genomsnittliga totala kostnad.

Dessa definitioner är inte likvärdiga: en marknad eller ett annat ekonomiskt system kan vara allokativt men inte produktivt effektivt eller produktivt men inte allokeringseffektivt. Det finns också andra definitioner som använder andra mått. Alla beskrivningar av ekonomisk effektivitet omfattas av det mer allmänna ingenjörsproblemet att ett system är effektivt eller optimalt när det maximerar önskade utfall (se nytta) givet en viss produktionsinsats.